# بول كروتزن
بول كروتزن (بالهولندية: Paul Josef Crutzen) هو كيميائي وعالم أرصاد جوية هولندي ولد في 3 ديسمبر 1933 بأمستردام.
تحصل بول على دكتوراه في علم الأرصاد من جامعة ستكهولم ودرس فيها في قسم الأرصاد الجوية. في سنة 1970 أصدر بحثا علميا حول قدرة اوكسيد الأزوت على تحليل الاوزون. بين 1974 و 1980 أجرى عدة أبحاث في عدة معاهد بكدينة بولدر الواقعة في ولاية كولورادو. في سنة 1980 تحصل على منصب في معهد ماكس بلانك بماينز بألمانيا وأدار قسم الكيمياء الجوية حتى سنة 2000. عمل كذلك كمساعد بروفسور في معهد جورجيا للتكنولوجيا
تحصل في سنة 1995 على جائزة نوبل في الكيمياء مع شروود رولند وماريو مولينا بفضل أعمالهم عمله حول كيمياء الجو وخصوصا عن كيفية تكون وتحلل الأوزون.

## روابط خارجية
- بول كروتزن على موقع الموسوعة البريطانية (الإنجليزية)
- بول كروتزن على موقع مونزينجر (الألمانية)
- بول كروتزن على موقع إن إن دي بي (الإنجليزية)